# Pavel Selivërstaŭ
Pavel Vadzimavič Selivërstaŭ (in bielorusso Павел Вадзімавіч Селівёрстаў?; 2 settembre 1996) è un altista bielorusso, vincitore di una medaglia di bronzo agli Europei indoor.

## Palmarès
| Anno | Manifestazione           | Sede       | Evento        | Risultato | Prestazione | Note |
| ---- | ------------------------ | ---------- | ------------- | --------- | ----------- | ---- |
| 2013 | Mondiali allievi         | Donec'k    | Salto in alto | 17º (q)   | 2,07 m      |      |
| 2015 | Europei juniores         | Eskilstuna | Salto in alto | 5º        | 2,17 m      |      |
| 2016 | Europei                  | Amsterdam  | Salto in alto | 19º (q)   | 2,19 m      |      |
| 2017 | Europei indoor           | Belgrado   | Salto in alto | Bronzo    | 2,27 m      |      |
| 2017 | Europei under 23         | Bydgoszcz  | Salto in alto | 5º        | 2,22 m      |      |
| 2019 | Giochi mondiali militari | Wuhan      | Salto in alto | 10º       | 2,05 m      |      |

## Altre competizioni internazionali
2013
- Argento alle Gymnasiadi ( Brasilia), salto in alto - 2,06 m